# Holding (2001.)
Holding, hrvatski dugometražni film iz 2001. godine.